# Vincent Malo

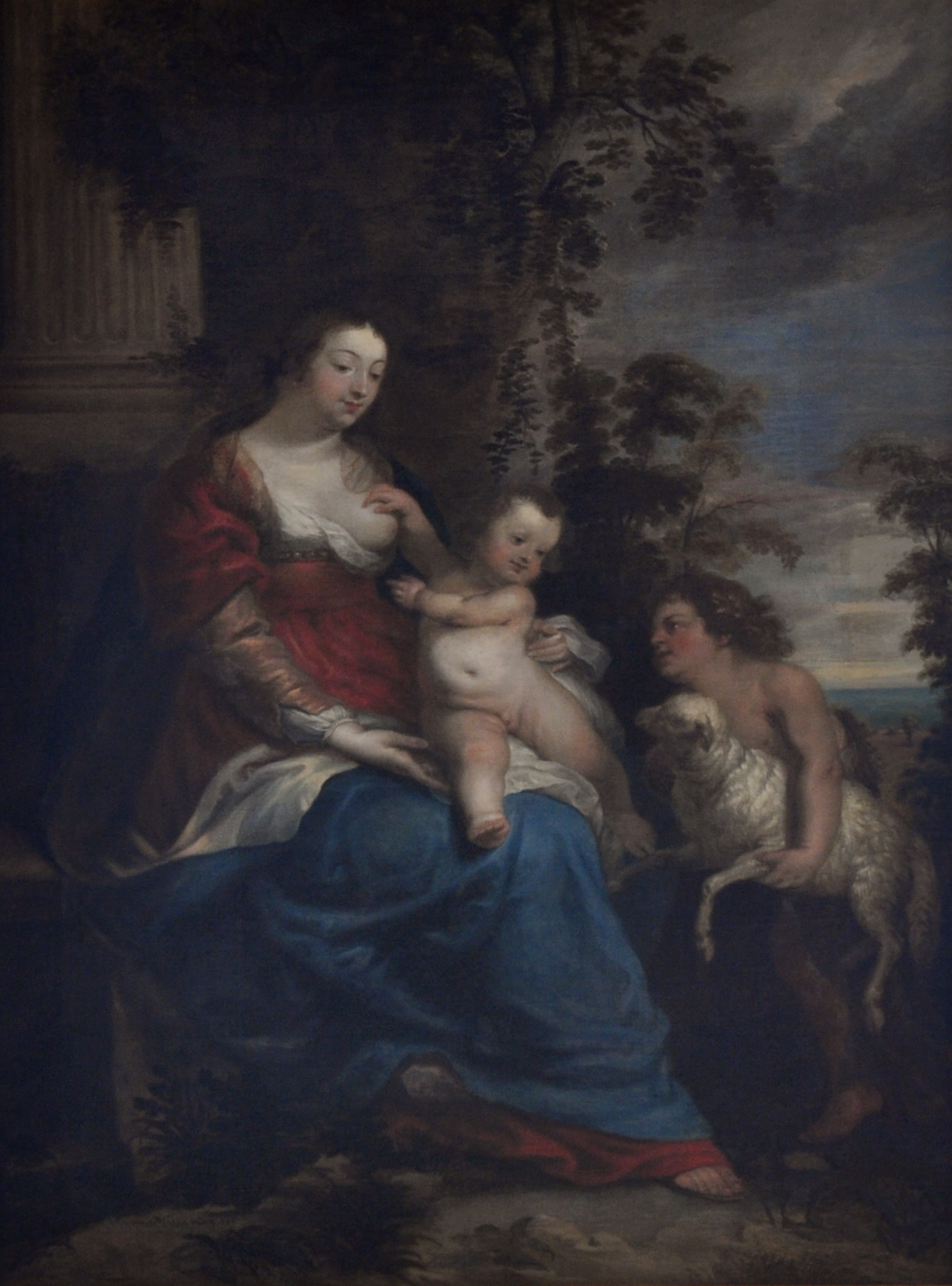
La Vergine con il bambin Gesù e san Giovanni Battista, 1630 (Basilica dell'Abbazia di Weingarten, Germania)

Vincent Malo (Cambrai, 1602/1606 – Roma, 14 aprile 1644) è stato un pittore fiammingo.

## Biografia
Della sua vita poco si conosce. Si sa che dal 1623 al 1634 fu allievo prima di Peter Paul Rubens e poi di David Teniers il Vecchio. Dal 1623 entrò nell'anversana Corporazione di San Luca.
Nel 1634 si recò in Italia e si fermò a Genova, dove risiedette a lungo, diffondendo la cultura fiamminga e la poetica di Rubens in Liguria frequentando la bottega dei fratelli Cornelis e Lucas de Wael, molto attiva a Genova nel quarto decennio del 1600.
Durante il suo soggiorno nel capoluogo ligure ebbe a bottega Antonio Maria Vassallo.
Molto richiesto dai committenti dell'epoca, sia in opere pubbliche che private, realizzò diverse pale d'altare per le chiese liguri, come ad esempio il Matrimonio mistico di santa Caterina d'Alessandria ora nel palazzo comunale di Sanremo e l'Assunta per la chiesa di Santo Stefano. Dipinse inoltre scene di battaglie e paesaggi, che rammentano le grandi composizioni decorative di Paul Bril.

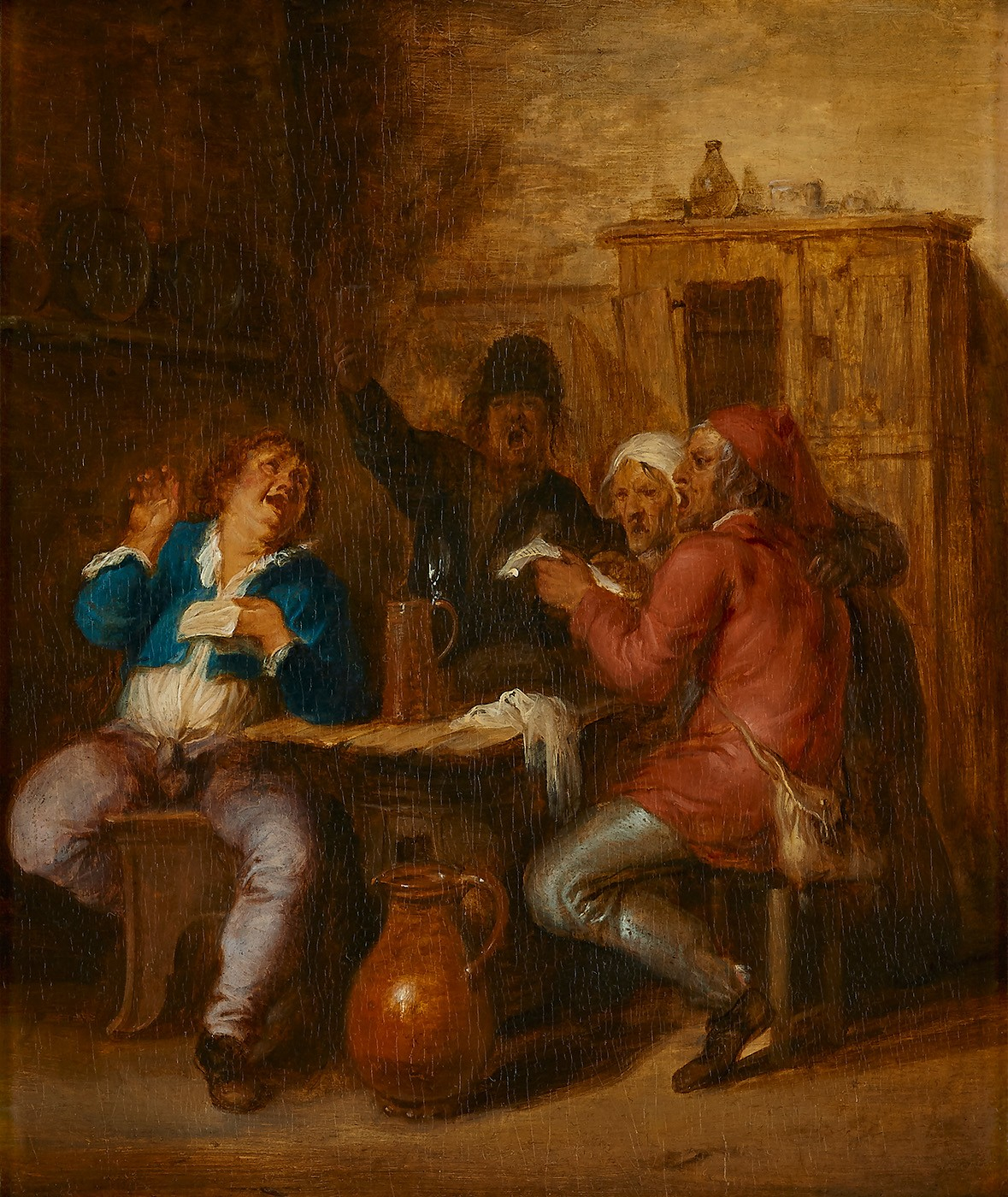
Interno con contadini che cantano allegramente

Il suo nome è ricordato ne Le vite de' pittori, scultori, ed architetti genovesi (1768) di Raffaello Soprani e Carlo Giuseppe Ratti come personaggio non troppo abile nel disegno e dedito più ad ispirarsi agli schizzi dei lavori del Rubens che aveva portato con sé dalle Fiandre che non a creare di sua invenzione.
Nonostante l'elevata quantità delle sue opere, contrassegnate con la sua sigla composta da una V ed una M sovrapposte, molte delle quali arrivate ai giorni nostri, non è ancora stata realizzata una monografia ed una classificazione dei suoi dipinti.